# MILSTAR

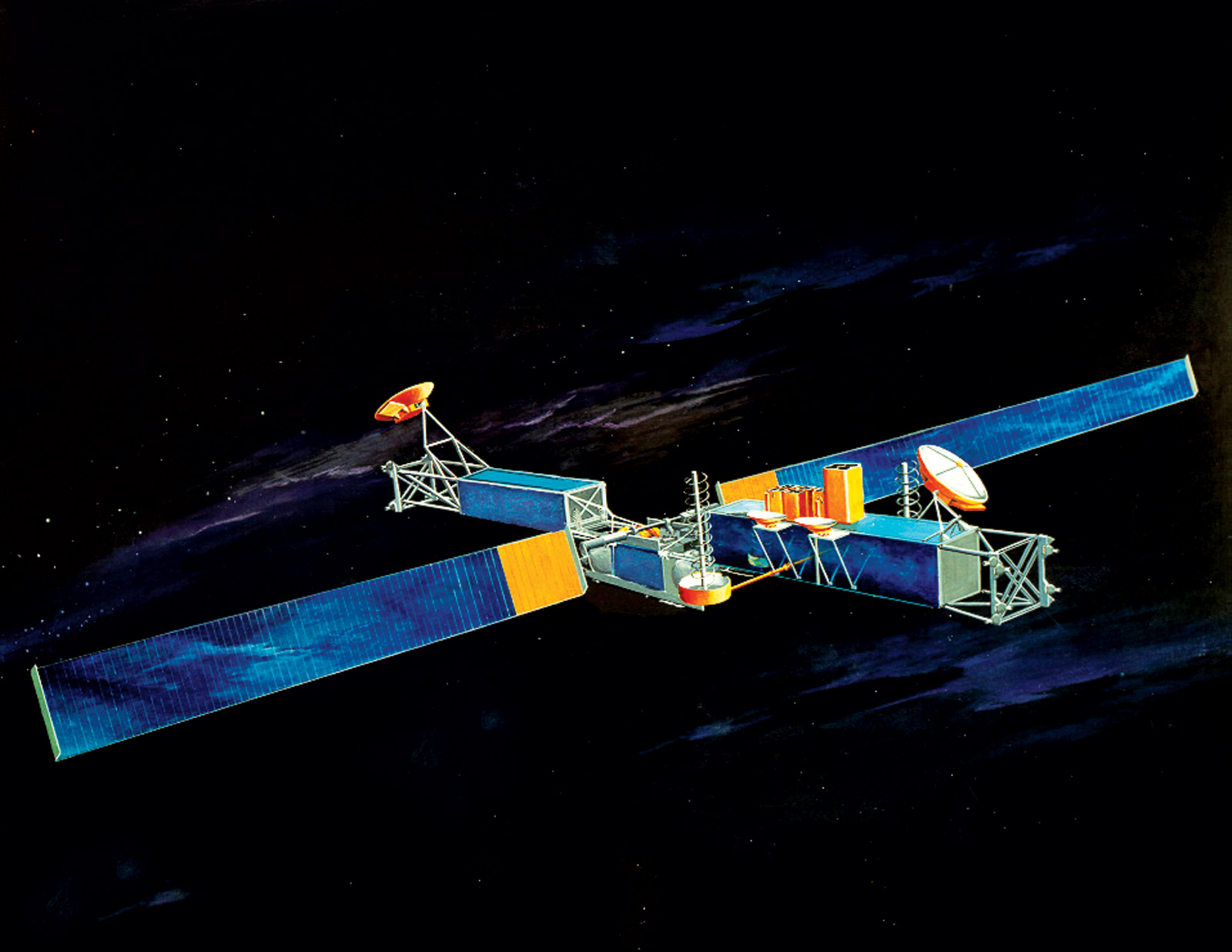
Супутник зв'язку Збройних сил США MILSTAR

MILSTAR — система супутникового зв'язку Збройних сил США, забезпечуюча зв'язком армію, флот і ВПС США. Орбітальне угрупування складається з п'яти геостаціонарних супутників (у первісному проекті було 6 супутників, третій запуск був невдалим). Супутники мають масу 4536 кг і розраховані на 10 років експлуатації. Система підтримує шифрування голосу і даних. Усі супутники виведені на орбіту ракетою-носієм Titan IV і розгінним блоком Centaur. Запуск першого супутника був проведений у 1994 році. Супутники з четвертого по шостий відносяться до другого покоління Milstar і відрізняються покращенним алгоритмом шифрування і більшою швидкістю передачі даних.

## Хронологія запусків
- 1    7 лютого 1994
- 2    5 листопада 1995
- 3    30 квітня 1999 — супутник не вийшов на геостанціонарну орбіту
- 4    27 лютого 2001
- 5    15 січня 2002
- 6    8 квітня 2003

## Технічні характеристики
- Маса супутника: 4536 кг
- Висота орбіти: 36 000 км (геостаціонарна)
- Потужність сонячних батарей: 8 кВт
- Швидкість передачі даних
- Перше покоління (супутники 1-2): от 75 біт/с до 2400 біт/с
- Друге покоління (супутники 3-6): от 4,8 Кбіт/с до 1,544 Мбіт/с
- Вартість одного супутника: $800 млн